# Новая Слобода (Калининский район)
Новая Слобода — деревня в Калининском районе Тверской области. Входит в состав Славновского сельского поселения.

## География
Находится в юго-восточной части Тверской области на расстоянии приблизительно 13 км на восток-северо-восток по прямой от города Тверь, примыкая с запада к селу Беле-Кушальское.

## История
В 1859 году здесь (Новая Ильинская слобода Тверского уезда Тверской губернии) было учтено 8 дворов. На карте 1938 года отмечена как деревня Новое с 11 дворами.

## Население
Численность населения: 53 человека (1859), 25 (русские 92 %) в 2002 году, 26 в 2010.